# لپتوسراتوپس
لپتوسراتوپس (نام علمی: Leptoceratops) نام یک سرده از زیرراسته شاخ‌چهرگان است.